# قطعنامه ۷۹۱ شورای امنیت
قطعنامه ۷۹۱ شورای امنیت سازمان ملل متحد که در تاریخ ۳۰ نوامبر ۱۹۹۲ تصویب شد، سندی بین‌المللی دربارهٔ السالوادور است. این قطعنامه طی نشست ۳۱۴۲ام با ۱۵ رای موافق، ۰ مخالف و ۰ ممتنع تصویب شد.